# Bdeogale nigripes
Bdeogale nigripes är en däggdjursart som beskrevs av Jacques Pucheran 1855. Bdeogale nigripes ingår i släktet Bdeogale och familjen manguster. Inga underarter finns listade i Catalogue of Life.

## Utseende
Hannar når en kroppslängd (huvud och bål) av 46 till 63 cm och en svanslängd av 30 till 38,5 cm. Exemplar av honkön är med en kroppslängd av 45 till 65 cm och en svanslängd av 29 till 40 cm lika stora. Arten har 9,4 till 11,5 cm långa bakfötter, 3 till 3,9 cm stora öron och en vikt av 2 till 4,8 kg. Den gråaktiga pälsen bildas av korta hår och på extremiteterna är den påfallande mörk. Några individer har en rödbrun skugga på ovansidan. Undersidans päls kan vara ljusare eller mer brunaktig. Artens breda näsa har en lodrätt ränna i mitten som sträcker sig fram till övre läppen och i sänkan finns inga hår. Den något yviga svansen är täckt av gulaktiga till vita hår och den har en lite smalare spets. Honor har två par spenar. I varje käkhalva förekommer 3 framtänder, 1 hörntand, 4 premolarer och 2 molarer.

## Utbredning
Denna mangust förekommer i centrala delar av Afrika. Artens utbredningsområde sträcker sig från sydöstra Nigeria till norra Angola. Den når i bergstrakter 1000 meter över havet. Habitatet utgörs av olika slags skogar, ofta med buskar som undervegetation. I områden med skogsbruk är den sällsynt.

## Ekologi
Arten är troligen nattaktiv men den iakttogs även på dagen. Som gömställe används hålrum mellan trädens rötter och underjordiska bon som skapades av jordpiggsvin. Denna mangust äter främst ryggradslösa djur (ofta termiter eller myror) och den jagar råttdjur, ekorrar samt äkta insektsätare. Födan kompletteras med ödlor, groddjur och frukter. När honan inte är brunstig lever individerna ensam eller sällan i par. Enigt lokalbefolkningen föds en eller två ungar per kull. Nyfödda ungar registrerades mellan november och januari.

## Status
Beståndet hotas i viss mån av skogsavverkningar, svedjebruk och jakt för köttets skull. IUCN kategoriserar arten globalt som livskraftig.
Arten hittas i olika skyddsområden som Okapi viltreservat i Kongo-Kinshasa eller Dzanga-Sangha reservat i Centralafrikanska republiken.